# Чад на летних Олимпийских играх 1992
Чад принимал участие в Летних Олимпийских играх 1992 года в Барселоне (Испания) в шестой раз за свою историю, но не завоевал ни одной медали. Страну представляли четыре легкоатлета, в том числе, впервые — одна женщина, а также два дзюдоиста.

## Результаты соревнований

### Лёгкая атлетика
Мужчины
| Спортсмен       | Вид    | Забег     | Забег | Четвертьфинал | Четвертьфинал | Полуфинал | Полуфинал | Финал     | Финал     |
| Спортсмен       | Вид    | Результат | Место | Результат     | Место         | Результат | Место     | Результат | Место     |
| --------------- | ------ | --------- | ----- | ------------- | ------------- | --------- | --------- | --------- | --------- |
| Али Фоде        | 400 м  | 47,10     | 6     | Не прошёл     | Не прошёл     | Не прошёл | Не прошёл | Не прошёл | Не прошёл |
| Яя Терап Адум   | 800 м  | 1:54,43   | 6     | Не прошёл     | Не прошёл     | Не прошёл | Не прошёл | Не прошёл | Не прошёл |
| Юсуф Йески Моли | 5000 м | 15:29,25  | 14    | Не прошёл     | Не прошёл     | Не прошёл | Не прошёл | Не прошёл | Не прошёл |

Женщины
| Спортсмен            | Вид    | Забег              | Забег | Полуфинал | Полуфинал | Финал     | Финал     |
| Спортсмен            | Вид    | Результат          | Место | Результат | Место     | Результат | Место     |
| -------------------- | ------ | ------------------ | ----- | --------- | --------- | --------- | --------- |
| Розали Бажупен Ганжу | 800 м  | Дисквалифицирована | -     | Не прошла | Не прошла | Не прошла | Не прошла |
| Розали Бажупен Ганжу | 1500 м | 5:06,31            | 10    | Не прошла | Не прошла | Не прошла | Не прошла |

### Дзюдо
Соревнования по дзюдо проводились по системе с выбыванием. В утешительные раунды попадали спортсмены, проигравшие полуфиналистам турнира. Два спортсмена, одержавших победу в утешительном раунде, в поединке за бронзу сражались с дзюдоистами, проигравшими в полуфинале.
Мужчины
| Категория | Спортсмены     | 1/32 финала               | 1/16 финала             | 1/8 финала              | Четвертьфинал        | Полуфинал            | Финал                | Место |
| Категория | Спортсмены     | Соперник Результат        | Соперник Результат      | Соперник Результат      | Соперник Результат   | Соперник Результат   | Соперник Результат   | Место |
| --------- | -------------- | ------------------------- | ----------------------- | ----------------------- | -------------------- | -------------------- | -------------------- | ----- |
| до 65 кг  | Сакор Роде     | URUХ. Стеффано П WIP 2:52 | завершил выступление    | завершил выступление    | завершил выступление | завершил выступление | завершил выступление | 36    |
| до 78 кг  | Абакар М’Байро | не участвовал             | USAД. Моррис П IPO 0:25 | Утешительный турнир     | Утешительный турнир  | Утешительный турнир  | Утешительный турнир  | 13    |
| до 78 кг  | Абакар М’Байро | не участвовал             | USAД. Моррис П IPO 0:25 | EUNШ. Вараев П IPO 1:43 | завершил выступление | завершил выступление | завершил выступление | 13    |